# Herman d'Oultremont
Herman d'Oultremont (n. 2 aprilie 1882, région métropolitaine de Bruxelles, Valonia, Belgia – d. 17 februarie 1943, Woluwe-Saint-Lambert, Comunitatea Francofonă din Belgia⁠(d), Belgia) a fost un călăreț ce a reprezentat Belgia, medaliat olimpic. A participat la o ediție a Jocurilor Olimpice (1920) în care a câștigat o medalie de argint.

## Participări
Lista de mai jos prezintă principalele competiții la care a participat Herman d'Oultremont de-a lungul carierei.
- Équitation aux Jeux olympiques d'été de 1920 – saut d’obstacles par équipe[*]